# Џошуа Џексон
Џошуа Џексон (енгл. Joshua Jackson; Ванкувер, 11. јун 1978) је америчко-канадски глумац. Појавио се на ударном телевизијском програму и у преко 30 филмова. Његове најпознатије улоге су улога Пејсија Витера у серији Досонов свет, Чарлија Конвеја у серији филмова The Mighty Ducks, Питера Бишопа у серији Фринџ и Кола Локхарта серији Афера. Појављивао се и у филмовима као што су Окрутне намере, Сенке из прошлости и The Skulls.

## Биографија
Џексон је рођен у Ванкуверу, у Британској Колумбији, од оца Џона Картера и мајке Фионе Џексон. Његова мајка је кастинг директор. Џексонов отац је из Тексаса, а мајка је рођена у Балифермоту, Даблин, Ирска, а емигрирала је у Северну Америку крајем 1960-их. Има млађу сестру, Ајлеј, и два старија полубрата, Џонатана и Лимана. Одгојен је као католик. Одрастао је у Калифорнији до своје 8. године. Преселио се у Ванкувер са мајком и млађом сестром.

## Филмографија

### Филмови
| Година | Оригиналан назив        | Назив               |
| ------ | ----------------------- | ------------------- |
| 1991   | Crooked Hearts          |                     |
| 1992   | The Mighty Ducks        |                     |
| 1993   | Digger                  |                     |
| 1994   | D2: The Mighty Ducks    |                     |
| 1994   | Andre                   |                     |
| 1995   | Magic in the Water      |                     |
| 1996   | D3: The Mighty Ducks    |                     |
| 1996   | Robin of Locksley       |                     |
| 1997   | Ronnie and Julie        |                     |
| 1997   | Scream 2                | Врисак 2            |
| 1998   | The Battery             |                     |
| 1998   | Apt Pupil               | Савршени ученик     |
| 1998   | Urban Legend            | Урбане легенде      |
| 1999   | Cruel Intentions        | Окрутне намере      |
| 1999   | Muppets from Space      | Мапетовци у свемиру |
| 2000   | The Skulls              |                     |
| 2000   | Gossip                  | Трач (филм из 2000) |
| 2001   | The Safety of Objects   | Сигурне ствари      |
| 2001   | Ocean's Eleven          | Играј своју игру    |
| 2002   | The Laramie Project     | Пројекат Ларами     |
| 2002   | Lone Star State of Mind |                     |
| 2003   | I Love Your Work        | Потамнели сјај      |
| 2005   | Cursed                  | Уклета              |
| 2005   | Racing Stripes          | Зебра тркачица      |
| 2005   | Americano               |                     |
| 2005   | Aurora Borealis         | Аурора Бореалис     |
| 2005   | The Shadow Dancer       | Сенке на сунцу      |
| 2006   | Bobby                   | Боби                |
| 2007   | Battle in Seattle       | Битка у Сијетлу     |
| 2008   | Shutter                 | Сенке из прошлости  |
| 2008   | Gashole                 |                     |
| 2008   | One Week                |                     |
| 2012   | Lay the Favorite        | Уложи на фаворита   |
| 2012   | Inescapable             |                     |
| 2015   | Sky                     |                     |

### Телевизија
| Година    | Оригиналан назив            | Назив                  |
| --------- | --------------------------- | ---------------------- |
| 1991      | Payoff                      |                        |
| 1996      | Champs                      |                        |
| 1996      | Robin of Locksley           |                        |
| 1997      | Ronnie & Julie              |                        |
| 1997      | On the Edge of Innocence    |                        |
| 1997      | The Outer Limits            |                        |
| 1998–2003 | Dawson's Creek              | Досонов свет           |
| 2000      | The Simpsons                | Симпсонови             |
| 2001      | Cubix                       |                        |
| 2006      | Capitol Law                 |                        |
| 2008–2013 | Fringe                      | Фринџ                  |
| 2014–2018 | The Affair                  | Афера                  |
| 2016      | Gravity Falls               | Гравити Фолс           |
| 2016      | Unbreakable Kimmy Schmidt   | Несаломива Кими Шмит   |
| 2016      | Years of Living Dangerously | Године опасног живљења |
| 2019      | When They See Us            |                        |
| TBA       | Little Fires Everywhere     |                        |